# Атлантичний ураган

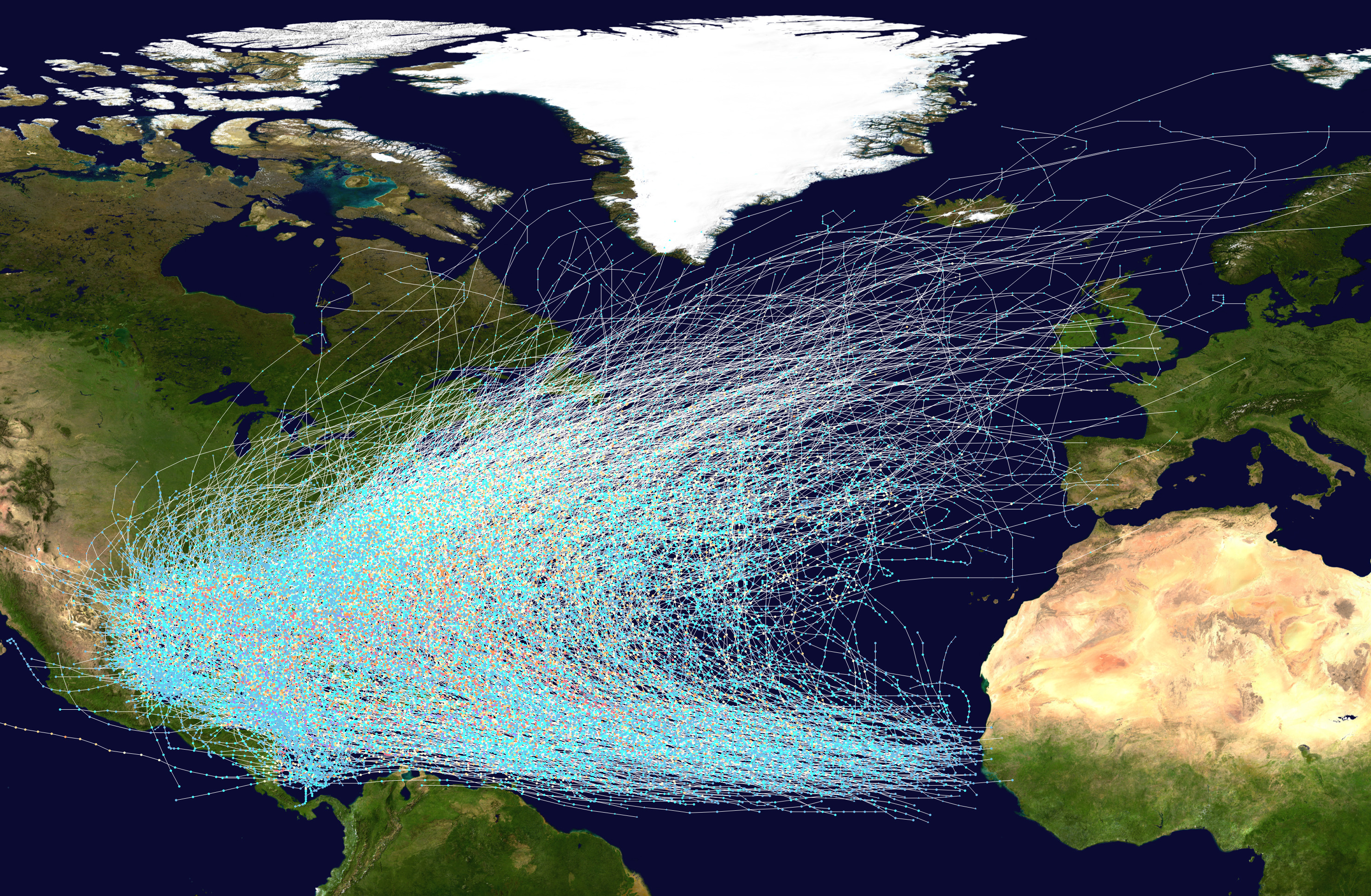
Сліди північноатлантичних тропічних циклонів з 1851 по 2019 рік

Атлантичний ураган — це тип тропічного циклону, який формується в Атлантичному океані переважно в період з червня по листопад. Терміни «ураган», «тайфун» і «циклон» можна використовувати як синоніми для опису цього погодного явища. Ці шторми безперервно обертаються навколо центру низького тиску, що спричиняє штормову погоду на великій території, яка не обмежується лише оком шторму. Це організовані системи хмар і гроз, які виникають над тропічними або субтропічними водами та мають замкнуту низьку циркуляцію, і їх не слід плутати з торнадо, які є ще одним типом циклону. Вони утворюються над системами низького тиску. У Північній Атлантиці та східній частині Тихого океану використовується термін «ураган», тоді як «тайфун» використовується в західній частині Тихого океану поблизу Азії. Більш загальний термін «циклон» використовується в решті океанських басейнів, а саме в південній частині Тихого та Індійського океанів.
Тропічні циклони можна класифікувати за інтенсивністю. Тропічні шторми мають максимальну однохвилинну стійкість вітру принаймні 39 миль/год (34 вузли, 17 м/с, 63 км/год), у той час як урагани повинні досягати мети однохвилинного максимального тривалого вітру, який становить 75 миль на годину або більше (64 вузли, 33 м/с, 119 км/год). Більшість північноатлантичних тропічних циклонів формується між 1 серпня та 30 листопада, коли відбувається більшість тропічних збурень. Національний центр спостереження за ураганами (NHC) Сполучених Штатів стежить за системами тропічної погоди в Північноатлантичному басейні та випускає звіти, спостерігає та попереджає. Він вважається одним із регіональних спеціалізованих метеорологічних центрів для тропічних циклонів, як це визначено Всесвітньою метеорологічною організацією.
До середини 1900-х років бурі називали довільно. З цього періоду їм давали виключно жіночі імена, аж до 1979 року, коли бурі почали давати як чоловічі, так і жіночі імена. Практика називання штормів із заздалегідь визначеного списку почалася в 1953 році. Оскільки назви штормів можуть використовуватися неодноразово, назви ураганів, які призводять до значних руйнувань або жертв, можуть бути вилучені зі списку на прохання постраждалих країн, щоб уникнути плутанини. У середньому 14 названих штормів відбуваються кожного сезону в північноатлантичному басейні, з них 7 стають ураганами, а 3 стають великими ураганами (категорія 3 або вище). Кліматологічний пік активності зазвичай припадає на середину вересня.
У квітні 2004 року «Катаріна» стала першим штормом ураганної сили, зафіксованим у південній частині Атлантичного океану. З 2011 року Гідрографічний центр ВМС Бразилії почав використовувати той самий масштаб, що й для Північноатлантичного океану, для тропічних циклонів у Південній Атлантиці та присвоювати назви тим, які досягають 35 вуз (65 км/год; 40 миля/год) .

## Фактори керування

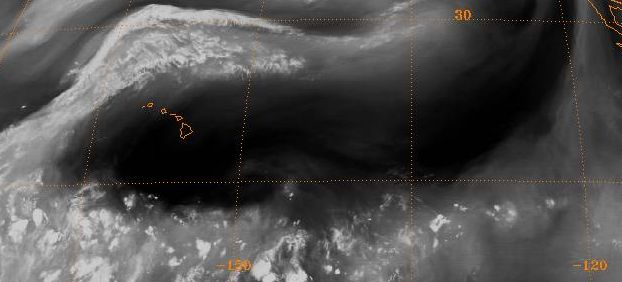
Субтропічний хребет (у Тихому океані) відображається як велика чорна область (сухість) на супутниковому знімку водяної пари, зробленому у вересні 2000 року.

Тропічні циклони керуються потоками, що оточують їх по всій глибині тропосфери (шар атмосфери від землі до приблизно 8 миль (13 км) високий). Ніл Френк, колишній директор Національного центру спостереження за ураганами Сполучених Штатів, використовував такі аналогії, як «лист, що несеться потоком» або «цегла, що рухається крізь ріку повітря», щоб описати те, як атмосферний потік впливає на шлях урагану через нього. океан. Зокрема, повітряний потік навколо систем високого тиску та в бік областей низького тиску впливає на шляхи ураганів.
У тропічних широтах тропічні шторми та урагани зазвичай рухаються на захід з невеликою тенденцією на північ через те, що вони знаходяться під впливом субтропічного хребта, системи високого тиску, яка зазвичай простягається на схід-захід через субтропіки. На південь від субтропічного хребта переважають приземні східні вітри (дуть зі сходу на захід). Якщо субтропічний хребет послаблюється верхньою западиною, тропічний циклон може повернути до полюса (на північ), а потім знову вигнути (вигнути назад на північний схід у головний пояс західних вітрів). До полюса субтропічного хребта переважають західні вітри, які зазвичай переміщують тропічні циклони, які досягають північних широт, на схід. Західні вітри також переміщують позатропічні циклони та їхні холодні та теплі фронти із заходу на схід.

Середня 20-річна кількість ураганів категорій 4 і 5 в Атлантичному регіоні зросла приблизно вдвічі з 2000 року.

Інтенсивність тропічного циклону зазвичай визначається або максимальним стійким вітром шторму, або його найнижчим барометричним тиском. У наведеній нижче таблиці перераховано найсильніші атлантичні урагани з точки зору їх найнижчого барометричного тиску. З точки зору швидкості вітру, ураган «Аллен» (у 1980 році) був найсильнішим атлантичним тропічним циклоном за всю історію спостережень, з максимальним постійним вітром 165 вузлів (190 миля/год; 305 км/год) . Однак ці вимірювання викликають підозру, оскільки прилади, які використовувалися для документування швидкості вітру в той час, ймовірно, піддадуться вітрам такої інтенсивності. Тим не менш, їхній центральний тиск досить низький, щоб віднести їх до числа найсильніших зареєстрованих атлантичних ураганів.
Завдяки своїй інтенсивності всі найсильніші атлантичні урагани досягли категорії 5 класифікація. Ураган Опал, найсильніша категорія Зафіксовано 4 урагани, які посилилися до мінімального тиску 916 гПа (27,05 дюйм рт. ст.), тиск, типовий для категорії 5 ураганів. Ураган «Вілма» став найсильнішим зареєстрованим ураганом в Атлантиці після досягнення інтенсивності 882 мбар (26,05 дюйм рт. ст.) у жовтні 2005 рік; це також зробило Wilma найсильнішим тропічним циклоном у світі за межами Тихого океану , </link>, де було зареєстровано сім тропічних циклонів, які посилилися для зниження тиску; одним із цих ураганів був ураган Патрісія в 2015 році у східній частині Тихого океану; він мав показник тиску 872 мбар. Попередником Вілми є ураган Гілберт, який утримував рекорд як найпотужніший ураган в Атлантиці протягом 17 років. років. Ураган у День праці 1935 року з тиском 892 мбар (гПа; 26,34 дюйм рт. ст.), є третім за потужністю атлантичним ураганом і найсильнішим задокументованим тропічним циклоном до 1950 року. Оскільки вимірювання, проведені під час дослідження Wilma and Gilbert, були задокументовані за допомогою зонда, цей тиск залишається найнижчим, виміряним над сушею.
Ураган «Ріта» є четвертим найпотужнішим атлантичним ураганом за барометричним тиском і одним із трьох тропічних циклонів 2005 року в списку, інші — «Вілма» та «Катріна» на першому та сьомому відповідно. Однак при барометричному тиску 26,43 дюйм рт. ст., Ріта є найсильнішим тропічним циклоном, коли-небудь зареєстрованим у Мексиканській затоці . Урагани Мітч і Дін поділяють інтенсивність восьмого найпотужнішого атлантичного урагану на 905 мбар (26,72 дюйм рт. ст.). Десяте місце за найпотужнішим атлантичним тропічним циклоном займає ураган Марія, тиск якого, як зазначається, посилився до 908 мбар (26,81 дюйм рт. ст.).
Багато з найсильніших зареєстрованих тропічних циклонів послабшали перед тим, як остаточно вийти на сушу або зникнути. Однак три шторми залишалися достатньо інтенсивними на виході на сушу, щоб вважатися одними з найсильніших, найпотужніших наземних ураганів – три з десяти ураганів у списку є трьома найсильнішими ураганами в Атлантиці в історії. 1935 рік Ураган у День праці досяг максимальної потужності, що зробило його найсильнішим у Атлантиці. Хоча він дещо ослаб перед його можливим виходом на півострів Юкатан . Ураган Гілберт підтримував тиск у 900 гПа на виході на сушу, як і Камілла, роблячи їх виходи на сушу другим за потужністю. Ураган Дін також обрушився на півострів, але він зробив це на піку інтенсивності та з вищим барометричним тиском; його падіння на сушу стало четвертим найсильнішим ураганом в історії Атлантики.
| Загальна та середня кількість </br> Тропічні шторми за місяцями (1851—2017) | Загальна та середня кількість </br> Тропічні шторми за місяцями (1851—2017) | Загальна та середня кількість </br> Тропічні шторми за місяцями (1851—2017) | Загальна та середня кількість </br> Тропічні шторми за місяцями (1851—2017) |
| місяць                                                                      | Всього                                                                      | В середньому за рік                                                         |                                                                             |
| --------------------------------------------------------------------------- | --------------------------------------------------------------------------- | --------------------------------------------------------------------------- | --------------------------------------------------------------------------- |
| січня — квітень                                                             | 7                                                                           | <0,05                                                                       |                                                                             |
| травня                                                                      | 22                                                                          | 0,1                                                                         |                                                                             |
| червень                                                                     | 92                                                                          | 0,5                                                                         |                                                                             |
| липень                                                                      | 120                                                                         | 0,7                                                                         |                                                                             |
| Серпень                                                                     | 389                                                                         | 2.3                                                                         |                                                                             |
| вересень                                                                    | 584                                                                         | 3.5                                                                         |                                                                             |
| жовтень                                                                     | 341                                                                         | 2.0                                                                         |                                                                             |
| Листопад                                                                    | 91                                                                          | 0,5                                                                         |                                                                             |
| грудень                                                                     | 17                                                                          | 0,1                                                                         |                                                                             |
| Джерело: NOAA FAQ                                                           |                                                                             |                                                                             |                                                                             |

Кліматологія служить для характеристики загальних властивостей середнього сезону і може бути використана для складання прогнозів. Більшість штормів утворюються від тропічних хвиль у теплих водах за кілька сотень миль на північ від екватора поблизу Міжтропічної зони конвергенції від тропічних хвиль. Сила Коріоліса зазвичай занадто слабка, щоб ініціювати достатнє обертання поблизу екватора. Шторми часто утворюються у водах Мексиканської затоки, Карибського басейну, тропічної частини Атлантичного океану та в районах аж на схід від островів Зеленого Мису, створюючи урагани типу Кабо-Верде. Системи також можуть зміцнюватися над Гольфстрімом біля узбережжя східної частини Сполучених Штатів скрізь, де температура води перевищує 26,5 °C (79,7 °F).
Незважаючи на те, що більшість штормів зустрічаються в тропічних широтах, іноді шторми утворюються далі на північ і схід через хвилі, відмінні від тропічних хвиль, наприклад холодні фронти та низькі температури . Вони відомі як бароклінічні тропічні циклони. Існує сильний зв'язок між активністю атлантичних ураганів у тропіках і наявністю Ель-Ніньйо або Ла-Нінья в Тихому океані. Явища Ель-Ніньо посилюють зсув вітру над Атлантикою, створюючи менш сприятливе середовище для формування та зменшення тропічної активності в Атлантичному басейні. І навпаки, Ла-Нінья викликає збільшення активності через зменшення зсуву вітру.
Відповідно до гіпотези Азорських островів Кам-біу Лю, очікується, що між узбережжям Мексиканської затоки та узбережжям Атлантичного океану Північної Америки існуватиме протифазна схема. Протягом періодів спокою (3000–1400 рр. до н. е. і 1000 р. н. е. до теперішнього часу) більш північно-східне розташування Азорської височини призвело б до того, що більше ураганів спрямовуватиметься до узбережжя Атлантичного океану. Під час гіперактивного періоду (1400 р. до н. е. — 1000 р. н. е.) більше ураганів було спрямовано до узбережжя Мексиканської затоки, оскільки Азорська височина була зміщена на південний захід поблизу Карибського моря. Таке зміщення Азорської височини узгоджується з палеокліматичними даними, які свідчать про раптовий початок більш сухого клімату на Гаїті близько 3200 14 C років до нашої ери та зміну до більш вологих умов на Великих рівнинах під час пізнього голоцену, як більше вологи було накачано в долину Міссісіпі через узбережжя Мексиканської затоки. Попередні дані з північного узбережжя Атлантичного океану підтверджують гіпотезу Азорських островів. 3000-річний проксі-запис із прибережного озера в Кейп-Коді свідчить про те, що активність ураганів значно зросла протягом останніх 500—1000 років, так само як узбережжя Перської затоки було в період спокою останнього тисячоліття.

### Сезонні коливання

Частота атлантичних тропічних штормів і ураганів, по місяцях

Приблизно 97 % тропічних циклонів, що формуються в Північній Атлантиці, виникають у період з 1 червня по 30 листопада, які визначають сучасний сезон ураганів в Атлантиці. Хоча початок щорічного сезону ураганів залишався стабільним, офіційна дата його закінчення змістилася з первісної дати 31 жовтня. Тим не менше, в середньому кожні кілька років тропічний циклон виникає поза межами сезону. Станом на вересень 2021 року в міжсезоння відбулося 88 тропічних циклонів, останнім з яких був тропічний шторм Ана в травні 2021 року. Перший тропічний циклон сезону атлантичних ураганів 1938 року, що утворився 3 січня, став найранішим тропічним штормом, оскільки повторний аналіз після урагану в грудні 2012 року визнав його. Ураган Ейбл 1951 року спочатку вважався найбільш раннім великим ураганом — тропічним циклом з вітром понад 115 миль на годину (185 км/год), але після аналізу виявилося, що Ейбл досяг лише категорії 1, тому новим рекордсменом став ураган Альма 1966 року, який став великим ураганом 8 червня. Хоча він виник в межах сезону ураганів в Атлантиці, ураган Одрі в 1957 році став першим зафіксованим ураганом категорії 4, що розвинувся в червні зі швидкістю вітру 115 миль на годину.
Хоча офіційне закінчення сезону атлантичних ураганів припадає на листопад 30, числа жовтня 31 та листопада 15 також історично відзначають дату закінчення сезону ураганів. Грудень, єдиний місяць року після сезону ураганів, показав циклогенез чотирнадцяти тропічних циклонів. Тропічний шторм Зета в 2005 році був останнім тропічним циклоном, який досяг інтенсивності тропічного шторму, оскільки це сталося в грудні 30. Однак другий ураган «Аліса» в 1954 році став останнім тропічним циклоном, який досяг інтенсивності урагану. І Зета, і Аліса були єдиними двома штормами, які існували протягом двох календарних років – перший з 1954 по 1955 рр. і другий з 2005 по 2006 рр. Не було зареєстровано жодного шторму, який би перевищував категорію 1 інтенсивність урагану в грудні. У 1999 році ураган Ленні досяг категорії 4 інтенсивність у листопаді 17, коли він пройшов безпрецедентний шлях із заходу на схід через Карибське море; його інтенсивність зробила його останньою категорією, що розвивається 4 ураган, хоча це було цілком у межах сезону ураганів. Спочатку вважалося, що ураган «Хетті» (27 жовтня — 1 листопада 1961 р.) був останньою категорією формування 5 ураганів, коли-небудь задокументованих, як і ураган Йота 2020 року, але обидва згодом були понижені під час наступного повторного аналізу. Повторний аналіз також показав, що ураган у 1932 році досяг Категорії 5 інтенсивності пізніше, ніж будь-який інший зареєстрований ураган в Атлантиці.

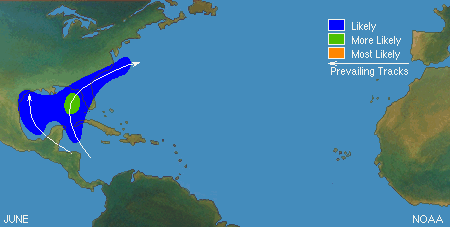
Типові розташування та треки тропічних систем у червні; синій, швидше за все, зелений, швидше за все, оранжевий

Початок сезону ураганів найбільш тісно пов'язаний із часом підвищення температури поверхні моря, конвективною нестабільністю та іншими термодинамічними факторами. Хоча червень знаменує собою початок сезону ураганів, зазвичай відбувається невелика активність, в середньому один тропічний циклон кожні два роки. У цей ранній період сезону ураганів тропічні системи зазвичай формуються в Мексиканській затоці або біля східного узбережжя Сполучених Штатів.
З 1851 року в червні утворився 81 тропічний шторм і ураган. У цей період дві з цих систем розвинулися в глибоких тропіках на схід від Малих Антильських островів. З 1870 року протягом червня утворилися три великі урагани, наприклад ураган Одрі в 1957 році. Одрі досяг інтенсивності, більшої, ніж будь-який атлантичний тропічний циклон протягом червня або липня до ураганів Денніс і Емілі 2005 року. Найсхідніший шторм, що формувався протягом червня, тропічний шторм Брет у 2023 році, утворився на 40,3° з.д.

#### Липень

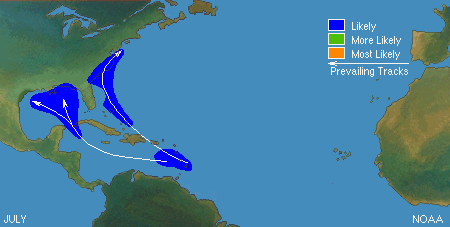
Типові локації та треки в липні

Утворення зазвичай відбувається в східній частині Карибського моря навколо Малих Антильських островів, у північній і східній частинах Мексиканської затоки, поблизу північних Багамських островів і біля узбережжя Кароліни та Вірджинії над Гольфстрімом. Шторми рухаються на захід через Карибський басейн, а потім або рухаються на північ і вигинаються біля східного узбережжя Сполучених Штатів, або залишаються на північно-західному шляху та входять у Мексиканську затоку .
З 1851 року протягом липня утворилося 105 тропічних штормів. З 1870 року десять із цих штормів досягли великої інтенсивності ураганів; з них лише ураган Емілі 2005 року та ураган Берил 2024 року досягли статусу урагану 5 категорії. Найсхідніший шторм, який формувався та найдовше жив протягом липня, ураган Берта у 2008 році, утворився на 22,9° західної широти та тривав 17 днів.

#### Серпень

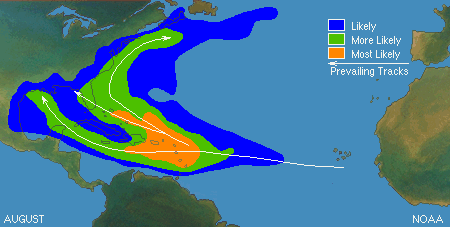
Типові локації та треки в серпні

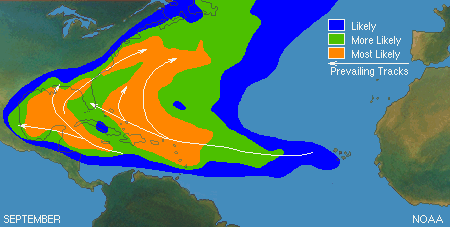
Типові локації та треки у вересні

Пік сезону ураганів припадає на вересень і відповідає слабкому зсуву вітру і найтеплішим температурам поверхні моря. У вересні в середньому буває 3 шторми на рік. До 24 вересня середній атлантичний сезон включає 7 названих тропічних штормів, включаючи 4 урагани. Крім того, до 28 вересня в середньому трапляються два великих урагани. Відносно небагато тропічних циклонів виходять на сушу з такою інтенсивністю.

#### Жовтень

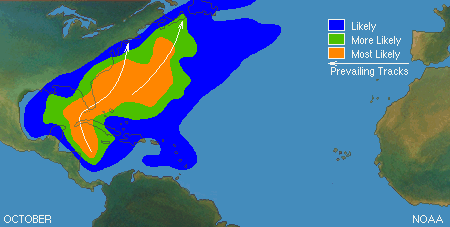
Типові локації та треки в жовтні.

Сприятливі умови, які були у вересні, починають руйнуватися в жовтні. Основною причиною зниження активності є посилення зсуву вітру, хоча температура поверхні моря також нижча, ніж у вересні. У жовтні в середньому розвивається лише 1,8 циклону, незважаючи на вторинний кліматичний пік приблизно 20 жовтня. До 21 жовтня середній сезон включає 9 названих штормів із 5 ураганами. Третій великий ураган трапляється після 28 вересня в половині всіх сезонів атлантичних тропічних циклонів. На відміну від активності в середині сезону, середнє місце формування зміщується на захід до Карибського басейну та Мексиканської затоки, змінюючи прогресію на схід з червня по серпень.

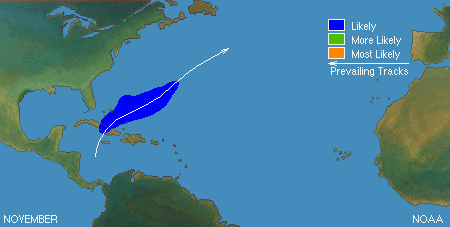
Типові локації та треки в листопаді.

Зсув вітру із західних напрямків посилюється протягом листопада, загалом запобігаючи утворенню циклонів. У середньому один тропічний шторм утворюється протягом кожного другого листопада. У рідкісних випадках трапляється потужний ураган. Кілька інтенсивних ураганів у листопаді включають ураган «Куба» наприкінці жовтня та на початку листопада 1932 року (найсильніший листопадовий ураган за всю історію спостережень, що досяг піку як ураган категорії 5), ураган «Лені» в середині листопада 1999 року та ураган «Кейт» наприкінці листопада 1985 року, який був останнім великим утворенням урагану в історії до урагану Отто (шторму категорії 3) у сезоні ураганів 2016 року. Ураган Палома був штормом категорії 4, який обрушився на Кубу на початку листопада 2008 року. На початку листопада 2020 року ураган Ета посилився до урагану категорії 4, ставши третім за потужністю тропічним циклоном у листопаді, і досяг Центральної Америки. У тому ж році 16 листопада ураган Йота посилився до урагану категорії 4, ставши другим за потужністю ураганом у листопаді.

#### з Грудня по Травень

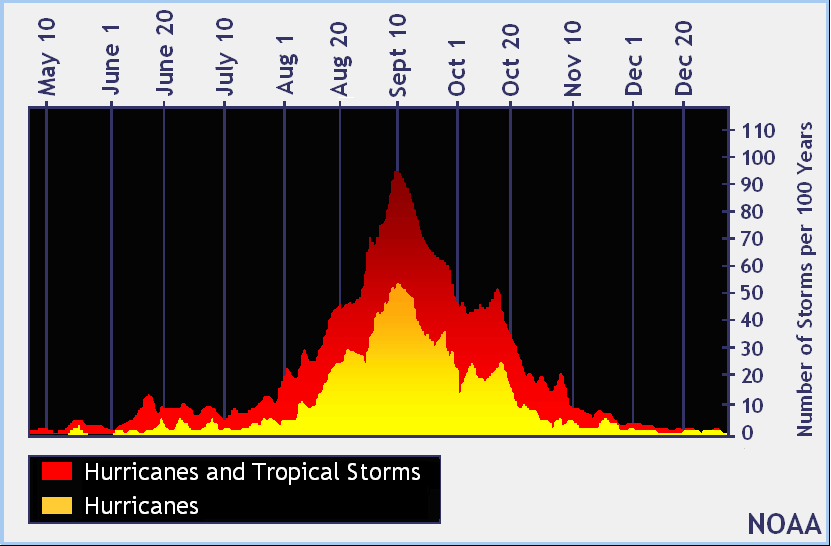
Імовірність тропічного циклону сили тропічного шторму чи урагану в певну дату, виражена в системах за 100 років

Хоча сезон ураганів визначається як початок червня 1 і закінчується листопадом 30 тропічні циклони сформувалися в кожному місяці року. З 1870 року було 32 несезонні циклони, 18 з яких відбулися в травні. За цей же період утворилося дев'ять штормів у грудні, три — у квітні, по одному — у січні, лютому й березні. Протягом чотирьох років (1887, 1953, 2003 і 2007) тропічні циклони утворювалися в Північній Атлантиці як у травні або перед нею, так і в грудні. 1887 рік є рекордсменом як рік із найбільшою кількістю штормів поза сезоном ураганів, причому під час нього відбулося чотири міжсезонні шторми. Однак високий вертикальний зсув вітру та низька температура поверхні моря зазвичай перешкоджають утворенню тропічних циклонів у міжсезоння.
Серед тропічних циклонів, які утворилися в грудні, два тривали до січня наступного календарного року: ураган «Аліса» в 1954–55 роках і тропічний шторм «Зета» у 2005–06 роках. У січні утворилося сім тропічних або субтропічних циклонів, два з яких стали ураганами категорії 1: перший шторм 1938 року та ураган Алекс у 2016 році У міжсезоння великих ураганів не було.

## Крайнощі
- Сезон, в якому було зафіксовано найбільшу кількість тропічних штормів в історії спостережень, — це атлантичний сезон ураганів 2020 року, який приніс 30 штормів. Проте в 2005 році утворилася найбільша кількість ураганів — 15.
- У сезоні атлантичних ураганів 2005 року було зафіксовано найбільше сильних ураганів — 7, що також пов'язано з 2020 роком. Раніше вважалося, що сезони 1950 і 1961 років мали відповідно 8 і 7 ураганів, але повторний аналіз показав, що кілька штормів у цих сезонах були слабшими, ніж вважалося, тож рекорди тепер належать сезонам 2005 і 2020 років. Серед ураганів 2005 року були Катріна та Вільма.

- Найменш активним сезоном з 1946 року (коли база даних вважається надійнішою) був сезон 1983 року, що мав чотири тропічні шторми, два урагани та один великий ураган. Найменш активним загалом залишається сезон 1914 року, в якому був зафіксований лише один шторм.

- Найсильнішим ураганом за барометричним тиском в Північноатлантичному басейні став ураган Вільма 2005 року (882 мбар). Найбільшим ураганом за діаметром вітру, що утворився в Північній Атлантиці, був ураган Сенді 2012 року, діаметр якого становив 870 миль (1400 км).

- Найтривалішим ураганом був ураган Сан-Чіріако 1899 року, який тривав 27 днів і 18 годин як тропічний циклон. Найбільша кількість торнадо, спричинених ураганом, становила 127, створених ураганом Іван у сезоні 2004 року. Найсильнішим ураганом, який досяг суші, став ураган День праці 1935 року (892 гПа).

- Найбільш смертоносним ураганом був Великий ураган 1780 року, який забрав життя 22 000 людей. Найбільш смертоносним ураганом, що обрушився на континентальні Сполучені Штати, був ураган Галвестон у 1900 році, жертвами якого могли стати до 12 000 людей.

- Найбільш руйнівними ураганами вважаються Катріна і Харві, що відбулися в 2005 та 2017 роках відповідно; обидва спричинили збитки в 125 мільярдів доларів. Однак, якщо врахувати інфляцію, Катріна є найдорожчим ураганом з 161 мільярдом доларів збитків.

- Найшвидшим ураганом був ураган Умберто 2007 року. Це був невеликий ураган, який утворився та посилився швидше, ніж будь-який інший тропічний циклон, зареєстрований до цього. Він розвинувся 12 вересня 2007 року в північно-західній частині Мексиканської затоки, посилився і обрушився на Хай-Айленд, штат Техас, з вітром близько 90 миль на годину (145 км/год) вранці 13 вересня.

Індекс накопиченої енергії циклону в Атлантиці (ACE) від NOAA.

Часовий ряд Атлантичних багатодекадальних коливань, 1856—2013

 Проксі-записи, засновані на палеотемпестологічних дослідженнях, показують, що активність ураганів уздовж узбережжя Мексиканської затоки коливається в часових масштабах від століть до тисячоліть. Протягом 3000–1400 років до нашої ери та в останнє тисячоліття на це узбережжя обрушилося кілька великих ураганів. Періоди спокою чергувалися з гіперактивним етапом між 1400 роком до н. е. і 1000 роком н. е., коли узбережжя часто зазнавало ураганних ударів; ймовірність їх виходу на сушу зросла в 3–5 разів. Цю тисячолітню мінливість пояснюють довгостроковими змінами в розташуванні Азорської височини, що також можуть бути пов'язані зі змінами в силі Північноатлантичного коливання.
 Згідно з гіпотезою Азорських островів, між узбережжям Мексиканської затоки та Атлантичним узбережжям має існувати протифазна схема. У періоди спокою більш північно-східне положення Азорської височини призводить до того, що більше ураганів рухається до узбережжя Атлантичного океану. В часи гіперактивності, навпаки, урагани частіше спрямовуються до узбережжя Мексиканської затоки, оскільки Азорська височина зміщується на південний захід, наближаючись до Карибського моря. Це зміщення відповідає палеокліматичним даним, які вказують на різкий початок більш сухого клімату на Гаїті приблизно 3200 років до нашої ери, а також на перехід до більш вологих умов на Великих рівнинах в пізньому голоцені, коли додаткова вологість надходила в долину Міссісіпі через узбережжя Мексиканської затоки. Попередні дані з північного узбережжя Атлантичного океану підтримують гіпотезу Азорських островів. Проксі-запис за 3000 років з прибережного озера на Кейп-Коді свідчить про значне зростання активності ураганів протягом останніх 500—1000 років, тоді як узбережжя Мексиканської затоки переживало період спокою в останнє тисячоліття. Докази також показують, що середня широта наслідків ураганів постійно зміщується на північ у напрямку до Східного узбережжя протягом останніх кількох століть. Це зміщення прискорилося в наш час через нагрівання Північного Льодовитого океану, особливо внаслідок змін клімату, спричинених використанням викопного пального.
Кількість і сила атлантичних ураганів може становити 50-70 річний цикл, відомий як Атлантичне багатодекадальне коливання . Найберг та ін. реконструював активність великих ураганів в Атлантиці до початку вісімнадцятого століття та виявив п'ять періодів із середньою кількістю 3–5 великих ураганів на рік і тривалістю 40–60 років і шість інших із середньою 1,5–2,5 сильними ураганами на рік і тривалістю 10–20 років. Ці періоди пов'язані з атлантичним багатодекадним коливанням. Протягом усіх періодів десятирічне коливання, пов'язане з сонячним опроміненням, відповідало за збільшення чи послаблення кількості великих ураганів на 1–2 на рік.
Між 1979 і 2019 роками інтенсивність тропічних циклонів зросла; у всьому світі тропічні циклони мають на 8 % більшу ймовірність досягти значної інтенсивності (категорії Саффіра–Сімпсона від 3 до 5). Ця тенденція особливо сильна в Північній Атлантиці, де ймовірність досягнення циклонів категорії 3 або вище зростає на 49 % за десятиліття. Це узгоджується з теоретичним розумінням зв'язку між зміною клімату та тропічними циклонами та модельними дослідженнями.
Хоча кількість штормів в Атлантиці зросла з 1995 року, очевидної глобальної тенденції немає. Щорічна кількість тропічних циклонів у всьому світі залишається приблизно 87 ± 10. Однак здатність кліматологів проводити довгостроковий аналіз даних у певних басейнах обмежена відсутністю надійних історичних даних у деяких басейнах, насамперед у Південній півкулі.

З 1980-х до 2010-х років кількість атлантичних ураганів вартістю 1 мільярд доларів майже подвоїлася, а витрати з поправкою на інфляцію зросли більш ніж в одинадцять разів. Збільшення пояснюється зміною клімату та збільшенням кількості людей, які переїжджають у прибережні райони.

Хоча великі розміри урагану не передбачають потужності, яка базується на вимірах постійного вітру, це може означати, що більше людей піддаються його небезпеці.

Атлантичні шторми стають усе більш фінансово руйнівними: п'ять із десяти найдорожчих штормів в історії Сполучених Штатів сталися з 1990 року. За даними Всесвітньої метеорологічної організації, «нещодавнє посилення впливу тропічних циклонів на суспільство здебільшого зумовлене зростанням населення та інфраструктури в прибережних зонах». Pielke та ін. (2008) нормалізували збитки від ураганів на материковій частині США за період з 1900 по 2005 роки до рівня 2005 року і не виявили тенденції до зростання абсолютних збитків. У 1970-х і 1980-х роках шкода була значно меншою в порівнянні з іншими десятиліттями. Десятиліття 1996—2005 років займає друге місце за величиною шкоди серед останніх 11 десятиліть, поступаючись лише десятиліттю 1926—1935 років. Найбільш руйнівним штормом вважається ураган Маямі 1926 року, з нормованими збитками в 157 мільярдів доларів.
Загрозу ураганів частково через деякі прибережні регіони мали рідкісне населення між великими портами до появи автомобільного туризму; отже, частини ураганів найсильніші, що обрушуються на узбережжя, могли в деяких випадках залишатися невиміряними. Наслідки сукупні руйнування корабля та віддаленого виходу на сушу обмежують кількість ураганів інтенсивних в офіційних записах до ери літаків-розвідників ураганів і супутникової метеорології. Проте показують записи явне збільшення кількості та сили ураганів інтенсивних; тому дані перші експерти вважають підозрілими. Крістофер Ландсі та ін. оцінив похибку на рік від нуля до шести тропічних циклонів між 1851 і 1885 роками та від нуля до чотирьох на рік між 1886 і 1910 роками. Ці заниження приблизно враховують типового розміру тропічних циклонів, щільність судноплавних шляхів над Атлантичним басейном і розмір берегової лінії заселеної.
З 1970 по 1994 рік спостерігалися кілька сезонів ураганів, які перевищували середні показники, а з 1995 року їх стало ще менше. З 1926 по 1960 роки часто траплялися руйнівні урагани, особливо в Новій Англії. У 1933 році виникло двадцять один атлантичний тропічний шторм; єдиними роками з більшою кількістю були 2005 і 2020, коли зафіксували 28 і 30 штормів відповідно. Тропічні урагани рідко з'являлися під час сезонів 1900—1925 років; однак у період з 1870 по 1899 роки утворилося багато потужних штормів. У сезоні 1887 року з'явилося 19 тропічних штормів, з яких рекордні 4 сталися після 1 листопада; 11 штормів перетворилися на урагани. З 1840-х до 1860-х років було небагато ураганів; проте багато з них вразили на початку 19 століття, включаючи шторм 1821 року, який обрушився на Нью-Йорк. Деякі історичні метеорологи стверджують, що ці шторми могли досягати 4-ї категорії за силою.
Ці активні сезони ураганів передували супутниковому моніторингу Атлантичного басейну. До початку ери супутників у 1960 році тропічні шторми та урагани залишалися непоміченими, якщо їх не виявляв літак-розвідник, або якщо корабель не доповідав про свою подорож через шторм, або якщо шторм не приземлявся в населеному районі. Тому в офіційних записах можуть бути відсутні згадки про шторми, під час яких жодне судно не відчувало штормового вітру, не визнавало його тропічним штормом (на відміну від позатропічного циклону на високих широтах, тропічної хвилі чи короткочасного шквалу), і не поверталося в порт, щоб повідомити про свій досвід.